# Vohu Manah
Vohu Manah „Dobré Smýšlení“  je první ze zarathuštrických Ameša Spentů, skupiny šesti božských bytostí vedených Ahura Mazdou. Představuje dobrou morálku jedince jež mu umožňuje správně vykonávat své povinnosti, především ochranu skotu. Jeho protivník a opakem je daéva Aka Manah „Špatné Smýšlení“. Je mu zasvěcen druhý den každého měsíce a jedenáctý měsíc v každém roce. Jméno Vohu Mahan je avestánské, středoperský je nazýván Vahman, novopersky Bahman.
Podle Jaana Puhvela je Vohu Manah produktem Zarathuštrovy snahy nahradit stará íránská božstva  abstrakcemi, v tomto případě Mithru. Poté, co však po prorokově smrti došlo k rozvolnění jeho náboženské reformy tak se Mithra opět do panteonu navrátil. Připomíná že oběma božstvům je vlastní dobrotivost a ochrana dobytka, zároveň Vohu Mahan spojován s Airjamanem, stejně jako je Mitra, védský protějškem Mithry, spojován s Arjamanem.